# 牡丹江师范学院
44°35′27″N 129°33′38″E / 44.59083°N 129.56056°E
牡丹江师范学院，或简称牡师院，是一所位于中华人民共和国黑龙江省牡丹江市的全日制公办师范类本科高校，隶属于黑龙江省教育厅，并由黑龙江省人民政府领导和管理。
牡丹江师范学院的办学历史可以追溯到1958年的东北农学院嫩江分院，歷經20世纪60年代的改制變遷，于1970年易今名，建制延续至今，为黑龙江省东部建校最早的师范类院校。该校面向全国招生，建立了學士、碩士二級學位授權體系，並構建了包含普通高等教育、成人教育、留學生教育以及從業資格培訓等在內，相交多樣的人才培養框架；作为黑龙江省属的师范类高等院校，牡丹江师范学院也有资格招收公费师范生，为该省培养合格的中小学及幼儿园教师。学校同时为国家级语言文字规范化示范校，黑龙江省级创新创业教育改革示范校、课程思政示范校、省非物质文化遗产教育基地、研究基地。

## 历史沿革
牡丹江师范学院的历史可以追溯到1958年9月成立的东北农学院嫩江分院，当时，中共中央及国务院发出《关于教育工作的指示》，提出要多快好省地发展教育事业，黑龙江省也出现大办教育热潮；进入1960年代后，受到国家教育部《教育部直属高等学校暂行工作条例》的影响，东北农学院嫩江分院最终于1964年撤销，中共黑龙江省委、黑龙江省人民委员会研议该省半工半读教育的发展情况后，决定从原东北农学院嫩江分院中选调110余名教职员，并成立北安农业师范专科学校，校址在今北安市。1965年4月，北安师范专科学校迁至宁安县东京城镇西的宁安县良种繁育场（今宁安市渤海镇大句子），并易名为宁安师范专科学校。
1970年夏季，学校升格为本科层次的牡丹江师范学院，文化大革命結束後，國家教育部也批准牡丹江师范学院成为首批具有学士学位授予权的高等院校之一；1979年，中共黑龙江省委决定牡丹江师范学院迁入牡丹江市区，但直到1995年全校才迁入牡丹江市区。2006年1月，在中国第十次学位授权审核工作上，牡丹江师范学院与哈尔滨体育学院一同成为具有硕士学位授予权的本科高校。
在“十四五”期间，黑龙江省人民政府正在研议将牡丹江师范学院更名为牡丹江师范大学，以提升该校服务当地经济社会发展的能力。

## 校园环境

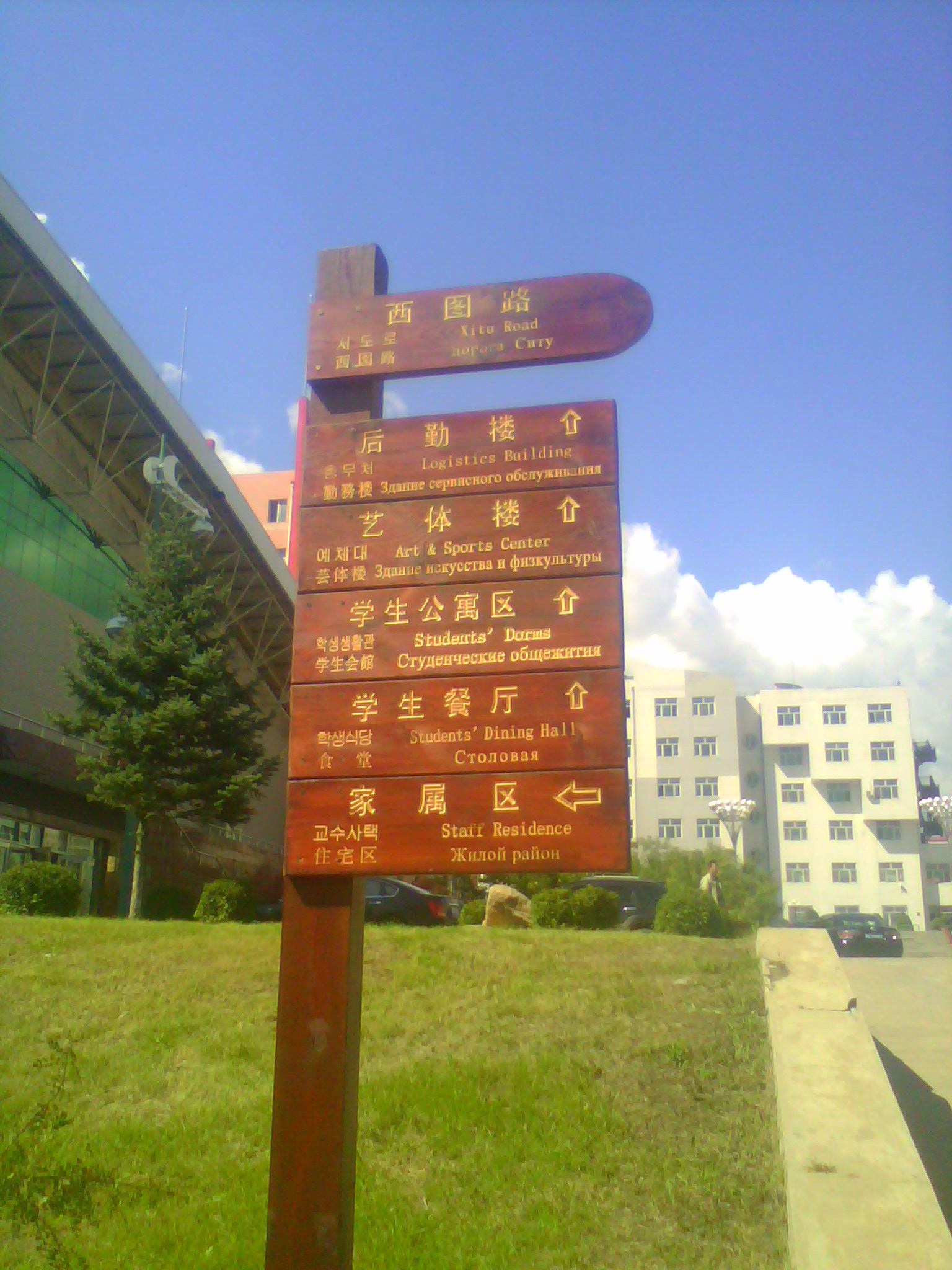
牡丹江师范学院指路牌

自1995年以来，牡丹江师范学院校园位置就位在黑龍江省牡丹江市愛民區文化街191號，北侧为301國道，南侧为文化街，牡丹江市公交12路等交通线路也通过文化街经行该校；校园西侧是国家卫星海洋应用中心牡丹江地面站，东侧为牡丹江大学和黑龙江林业职业技术学院。校园西北高，东南低，呈阶梯状。
学校的主要教学楼共有7栋，分别编为A楼至H楼。其中，文科楼为校园中最早的教学楼建筑之一，该校历史与文化学院、马克思主义学院、文学院、经济与管理学院和教师教育学院皆位于此楼；五角大楼则与美国国防部所在地五角大楼同名，外观为正五边形，由29个阶梯教室组成，东侧与音乐厅相连；外语楼则位于校园东侧。2022年，牡丹江师范学院教师教育实训楼开土动工，以为该校师范生提供综合技能实训平台。因贯彻新发展理念以及在建立黑龙江省绿色低碳循环发展经济体系上做出贡献，该校亦于2021年获评为黑龙江省首批“绿色学校”。

## 学术研究

### 院系设置
在1970年成立之初，牡丹江师范学院仅有中文、数学、农教三系所，学制为三年；1977年，國家教育部批准牡丹江师范学院成为具有学士学位授予权的高等院校，开始招收本科生，并明定学制四年；隨著招生規模的擴大及現實發展的需要，该校所設學科不斷增加，非師範類專業數也有所提升，學科綜合性不斷增強。现今，牡丹江师范学院也采取培养精英化教师人才、卓越化非师范人才的人才培养思路，注重实践能力的培养，在师资上以培养服务乡村的教师为重，提升人才培养质量；学校共下设19个二级学院，并开设58个本科专业；其中，地方语言文学、乡村教育学等学科已获黑龙江省教育厅、省财政厅、省发改委评定为“国内一流学科建设学科”。另一方面，学校也为研究生提供学术型人才教育或应用型人才教育机会，共有学术型硕士研究生授权学科22个；专业硕士点4个，涵盖20个研究领域。并正在争取成为具有博士学位授予权的大学。
| 教学单位名称         | 学科                                                         | 网页 |
| -------------------- | ------------------------------------------------------------ | ---- |
| 马克思主义学院       | 思想政治教育                                                 | ※    |
| 法学院               | 法学                                                         | ※    |
| 经济与管理学院       | 工商管理、旅游管理、市场营销、经济学、国际经济与贸易         | ※    |
| 教育科学学院         | 小学教育、学前教育、心理学                                   | ※    |
| 文学院               | 汉语言文学、汉语言、广播电视学、汉语国际教育、秘书学         | ※    |
| 西方语言学院         | 英语（师范、国际事务）、法语                                 | ※    |
| 东方语言学院         | 俄语、日语、朝鲜语                                           | ※    |
| 应用英语学院         | 商务英语、翻译                                               | ※    |
| 历史与文化学院       | 历史学、文化产业管理、地理科学                               | ※    |
| 美术与设计学院       | 美术学、动画、绘画、视觉传达设计、环境设计、公共艺术         | ※    |
| 音乐与舞蹈学院       | 音乐学（师范）、音乐表演、舞蹈表演                           | ※    |
| 体育科学学院         | 体育教育、社会体育指导与管理                                 | ※    |
| 数学科学学院         | 数学与应用数学、金融数学、信息与计算科学                     | ※    |
| 物理与电子工程学院   | 物理学、电子信息科学与技术、电气工程及其自动化               | ※    |
| 计算机与信息技术学院 | 计算机科学与技术、软件工程、数据科学与大数据技术、教育技术学 | ※    |
| 化学化工学院         | 化学、应用化学、化学工程与工艺                               | ※    |
| 生命科学与技术学院   | 动物学、植物学、遗传学、微生物学、生物化学与分子生物学       | ※    |

### 学术资源及科研成就
牡丹江师范学院位在渤海国及東北抗日聯軍故地，学校充分利用牡丹江等地丰富的历史文化资源，创设了东北抗联学院（中国抗联研究中心）、渤海国历史文化研究院、基础教育教学研究中心等科研教学平台；其中东北抗联学院在抗联文献整理、历史与精神研究、相关音乐作品保护及创作、抗联遗迹旅游规划上做出贡献，编写了包括《地方高校课程思政改革的探索与实践》《中国共产党革命精神系列读本——东北抗联精神》、《百年红色记忆红色革命旧址手绘系列读本（黑龙江卷）》、《建党百年献礼工程“中国共产党百年革命精神史话——东北抗联精神”》、《黑龙江四大精神读本》等东北抗联精神理论相关的参考文献，促进了抗联精神的传承及牡丹江市旅游产业的持续发展。
另一方面，学校还通过渤海国历史文化研究院、牡丹江师范学院博物馆深入挖掘牡丹江流域文明及渤海国历史，又通过省非物质文化遗产教育研究基地培训了一批传承中国非物质文化遗产传统技艺的人才，也赢得了社会上一定的积极反响。牡丹江师范学院也通过语言文字基地—黑龙江省语言文字馆及自身教学，规范、普及了中国通用的语言文字，取得显著效果，因此获评为中国“国家级语言文字规范化示范校”。

## 校园文化
牡丹江师范学院的校风是“团结、敬业、求实、创新”；校训为“崇德尚学、厚积薄发”；学校的精神引领是“大荒地精神”；校歌则是由词作家宋青松作词、作曲家刘锡津谱曲的《神圣的使命》。而处在東北抗日聯軍故地的牡丹江师范学院，也重视将东北抗联精神融入校園文化，更通過此类紅色文化創演了歌舞史诗《永不磨灭的信念》等紅色文藝，获國家教育部评为“高校原创校园文化精品推广项目”，并多次在黑龙江、北京、上海等地巡演。学校也拥有较为浓厚的阅读氛围。
作为中国非物质文化遗产传承基地，牡丹江师范学院不仅发展剪纸、鱼皮、桦树皮、刺绣、麦秸剪贴技艺在内的传统手工艺，更时常参与、举办作品展，提升传统工艺的可见度及民众对其的认同感；在体育上，牡丹江师范学院体育科学学院不仅致力于提高体育课堂教学质量、改善大学生体质健康水平，该校学生也多次在中国国内、黑龙江省内的体育竞赛上取得良好成绩。